# Watergraafsmeer
Le Watergraafsmeer est un polder néerlandais asséché en 1629.
Depuis 1921 il fait partie de la commune d'Amsterdam et son caractère rural disparaît au cours du temps, laissant place à un quartier pleinement urbanisé intégré dans l'arrondissement d'Amsterdam-Oost. Au XVIIe siècle et XVIIIe siècle, il compte plusieurs buitenplaatsen ; il en subsiste actuellement une, Frankendael, entourée d'un parc public. Le Stadion De Meer, démoli en 1998, reste un symbole du quartier.